# Schwärzefüße

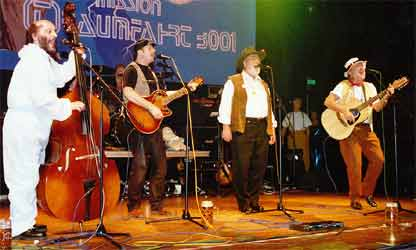
Schwärzefüße beim Forstfasching 2002

Die Schwärzefüße sind eine Gruppe von vier Bänkelsängern aus Eberswalde. Sie bestehen seit dem 11. November 1987 und haben drei CD produziert, die sämtlich ausverkauft sind. Sie treten bei Volksfesten, vor allem aber zu den Eberswalder Faschingstagen im Haus Schwärzetal auf. Seit Mitte der 1990er Jahre sind sie jährlich bei den größten Karnevalsveranstaltungen Brandenburgs (Heute steppt der Adler, Überall ist Karneval) vertreten, welche abwechselnd von ARD, ZDF, NDR und RBB übertragen werden.
Eine kleine Liedauswahl:
- Schwärzefüsse "Eberswalder Kanaldeutsch" auf YouTube, abgerufen am 4. Juli 2019. / thematisiert das Eberswalder Kanaldeutsch
- Schwärzefüße "Hier bei uns im Osten" auf YouTube, abgerufen am 4. Juli 2019.
- Schwärzefüße "Immer icke" auf YouTube, abgerufen am 4. Juli 2019.

Ferner haben sie 1995 ein Liederbuch veröffentlicht:
- Von den Russen zur Morgensonne, 1. Liederbuch der Schwärzefüße, Eigenverlag von Volkmar Gutsche und Volker Voigt, (1995)

„Schon zu DDR-Zeiten waren sie berühmt-berüchtigt und haben seitdem nichts an Beliebtheit verloren: die Eberswalder ‚Schwärzefüße‘. Jeder kennt sie, Politiker fürchten ihren scharfen Wortwitz, aber alle lieben sie. Die längst bundesweit bekannten Bänkelsänger sind ein Eberswalder Exportschlager. Bei der Vorbereitung auf den heutigen Termin kam mir eine Textzeile der ‚Schwärzefüße‘ in den Sinn, die alljährlich in der Faschingszeit ertönt und bestens zum heutigen Ereignis passt: ‚Eberswalder Nächte sind lang. Erst fang se ganz langsam an, aber dann, aber dann…‘“